# 10-й пехотный полк (Австро-Венгрия)
10-й Галицийский пехотный полк (нем. Galizisches Infanterie-Regiment Nr. 10) — галицийский (русинский или украинский) пехотный полк Единой армии Австро-Венгрии.

## История
Образован в 1715 году в Вюртемберге. С 1804 по 1869 годы — 10-й пехотный полк Австрийской империи. Штаб-квартира — Пшемысль. Участвовал в австро-турецких войнах, в Семилетней войне, в Наполеоновских войнах и Австро-итало-прусской войне, а также в венгерском восстании. В разное время покровителями полка были короли Швеции Оскар II и Густав V.
Полк состоял из 4-х батальонов: 1-й и 2-й базировались в Ярославе перед началом ПМВ, 3-й — в Пшемысле, 4-й — в Радымно. Национальный состав полка по состоянию на 1914 год: 43% — поляки, 40% — русины, 7% — прочие национальности. В 1914 году полк отправился на Итальянский фронт Первой мировой войны, участвовал в пятой битве при Изонцо и потерял более 1300 человек убитыми.
В ходе так называемых реформ Конрада с июня 1918 года число батальонов было сокращено до трёх, и 1-й батальон был расформирован.

## Командиры
- 1859—1865: полковник Йозеф Гробуа[10][11]
- 1879: полковник Карл фон Дёпфнер[12]
- 1903—1904: полковник Людвиг Матушка
- 1905—1907: полковник Йозеф Роцек
- 1908—1911: полковник Эдуард Шатль-Злинский фон Мюльфорт[13]
- 1912—1913: полковник Рудольф Обауэр фон Баннерфельд
- 1912—1914: полковник Фридрих Пайцкер[1]

## Известные военнослужащие
- Бела Кебер (1820—1882), композитор и капельмейстер полка
- Игнат Стефанов (1885—1949), поручик полка